# Valer Toma
Valeriu „Valer” Toma (ur. 26 listopada 1957 w Padinie) – rumuński wioślarz, złoty medalista olimpijski i brązowy medalista mistrzostw świata.

## Kariera
Wystartował na igrzyskach olimpijskich w Moskwie w 1980, zajmując czwarte miejsce w dwójkach bez sternika. Walkę o podium Rumuni przegrali tam z Brytyjczykami o 2,02 sekundy. Na rozgrywanych cztery lata później igrzyskach olimpijskich w Los Angeles razem z Petru Iosubem zdobył złoty medal w tej samej konkurencji. W finale o 3,48 sekundy wyprzedzili osadę Hiszpanii, a o 6,42 sekundy pokonali osadę Norwegii. 
Wspólnie z Petru Iosubem, Danielem Voiculescu i Constantinem Airoaie zdobył brązowy medal w czwórkach bez sternika na mistrzostwach świata w Hazewinkel (1985).